# Body Double
Body Double (bra: Dublê de Corpo; prt: Testemunha de um Crime, ou Testemunha de um Crime) é um filme estadunidense de 1984, dos gêneros drama e suspense, dirigido por Brian DePalma, com roteiro de Robert J. Avrech e do próprio diretor.
Enquanto busca seu estilo, marcado pela crítica irônica de costumes, De Palma novamente faz uma série de referências ao mestre Alfred Hitchcock, principalmente Rear Window e Vertigo.

## Prêmios e indicações
| Prêmio             | Categoria               | Recipiente       | Resultado |
| ------------------ | ----------------------- | ---------------- | --------- |
| Globo de Ouro 1985 | Melhor ator coadjuvante | Melanie Griffith | Indicada  |

## Sinopse
Ator de filmes B de terror fica desempregado por causa de sua claustrofobia e se distrai espiando os apartamentos da redondeza com um binóculo, até que percebe uma mulher que se despe na janela todo dia à mesma hora. Obcecado por ela, decide ajudá-la quando testemunha um ato de violência.